# Jean-Pierre Schénardi
Pour les articles homonymes, voir Schénardi.
Jean-Pierre Schénardi, né le 27 avril 1937 à Courbevoie et mort le 5 avril 2004 au Burkina Faso, est un homme politique français, membre du Front national.
Il est député du Val-de-Marne de 1986 à 1988.

## Biographie

### Famille
Il est né le 27 avril 1937 à Courbevoie (Hauts-de-Seine, Île-de-France). Il devient technicien en bâtiment.
D'origine italienne, Il est le fils du maçon Pierre Schenardi né à Vincennes (Val-de-Marne, Île-de-France) en 1914, lui-même fils d’un paysan du val de Nure (province de Plaisance, Émilie-Romagne, Italie). Pierre s’installa à son compte à Nogent-sur-Marne (Val-de-Marne) après la Seconde Guerre mondiale.

### Carrière professionnelle
Jean-Pierre entre en 1957 dans l’entreprise devenue prospère dont son père se retire en 1970. La société continue à construire jusqu’en 1984 et cesse son activité en 1997.

### Carrière politique
Après avoir figuré en seconde place sur la liste d’Olivier d'Ormesson aux législatives de 1986, il devint député du Val-de-Marne, lorsque d'Ormesson choisit de se consacrer à son mandat de député européen. Il le restera jusqu’en 1988, année de la dissolution de l’Assemblée.
Il se représente alors mais n'est pas réélu.
Il est de nombreuses fois candidat à la mairie de Grasse. Il est connu pour avoir conclu, lors de l'élection partielle de 1987, un accord avec le maire sortant UDF Hervé de Fontmichel.
Il est aussi conseiller municipal de Chennevières-sur-Marne et conseiller régional d'Île-de-France.
Il meurt le 6 avril 2004 à l’âge de 67 ans au cours d’un voyage au Burkina Faso.

### Vie privée
Il épouse en 1984 Lydia Schénardi, membre du bureau politique et du comité central du FN et secrétaire départementale de la fédération des Alpes-Maritimes.